# 波科棘鱗魚
波科棘鱗魚為輻鰭魚綱金眼鯛目金鱗魚亞目金鱗魚科的其中一種，分布於中西大西洋區，包括美國墨西哥灣、古巴、波多黎各、開曼群島、巴哈馬群島、美屬維京群島等海域，棲息深度1-183公尺，體長可達11公分，棲息在珊瑚礁區。

## 擴展閱讀
維基物種上的相關：波科棘鱗魚